# Hunger Strike Medal
La Hunger Strike Medal (en français : médaille de la grève de la faim) est une médaille en argent décernée par la Women's Social and Political Union aux suffragettes qui ont mené une grève de la faim en prison, pour exiger la reconnaissance de leur statut de prisonnières politiques alors qu'elles purgeaient des peines liées à leurs activités en faveur du droit de vote des femmes. Un certain nombre de ces prisonnières ont été nourries de force.

## Histoire
La Women's Social and Political Union (WSPU) décerne une gamme de médailles de style militaire pour soutenir l'engagement des militantes féministes. Les premières médailles sont remises lors d'une cérémonie, en août 1909, à des femmes qui avaient entamé une grève de la faim pendant qu'elles purgeaient une peine de prison à la prison de Holloway. Les médailles sont remises par la suite lors d'une cérémonie organisée à la libération des militantes.

## Description
Les médailles d'argent rondes et signées sont accrochées à un ruban tricolore, violet, blanc et vert, aux couleurs de la WSPU, à partir d'une barrette en argent où est gravée l'inscription « For Valour ». À l'avers de la médaille est gravée la mention « Hunger Strike » tandis qu'au revers est gravé le nom de la récipiendaire et la date de son arrestation. Plusieurs barrettes émaillées indiquent le nombre d'arrestations. Ainsi, la médaille de la sculptrice Edith Downing indique « Fed by Force 1/3/12 » (nourrie de force le 1er mars 1912). La WSPU décerne une centaine de ces médailles,.
Les médailles sont présentées dans une boîte violette avec une doublure en velours vert. Un morceau de soie blanche porte l'inscription en lettres dorées avec la dédicace : «Presented to [nom de la personne] by the Women’s Social and Political Union in recognition of a gallant action, whereby through endurance to the last extremity of hunger and hardship a great principle of political justice was vindicated ». Les médailles sont fabriquées par Toye & Cie, et leur fabrication revient à 1 £ pièce. Elsie Wolff Van Sandau, arrêtée pour avoir brisé une fenêtre à Covent Garden le 4 mars 1912, a entamé une grève de la faim en prison,.

Médailles
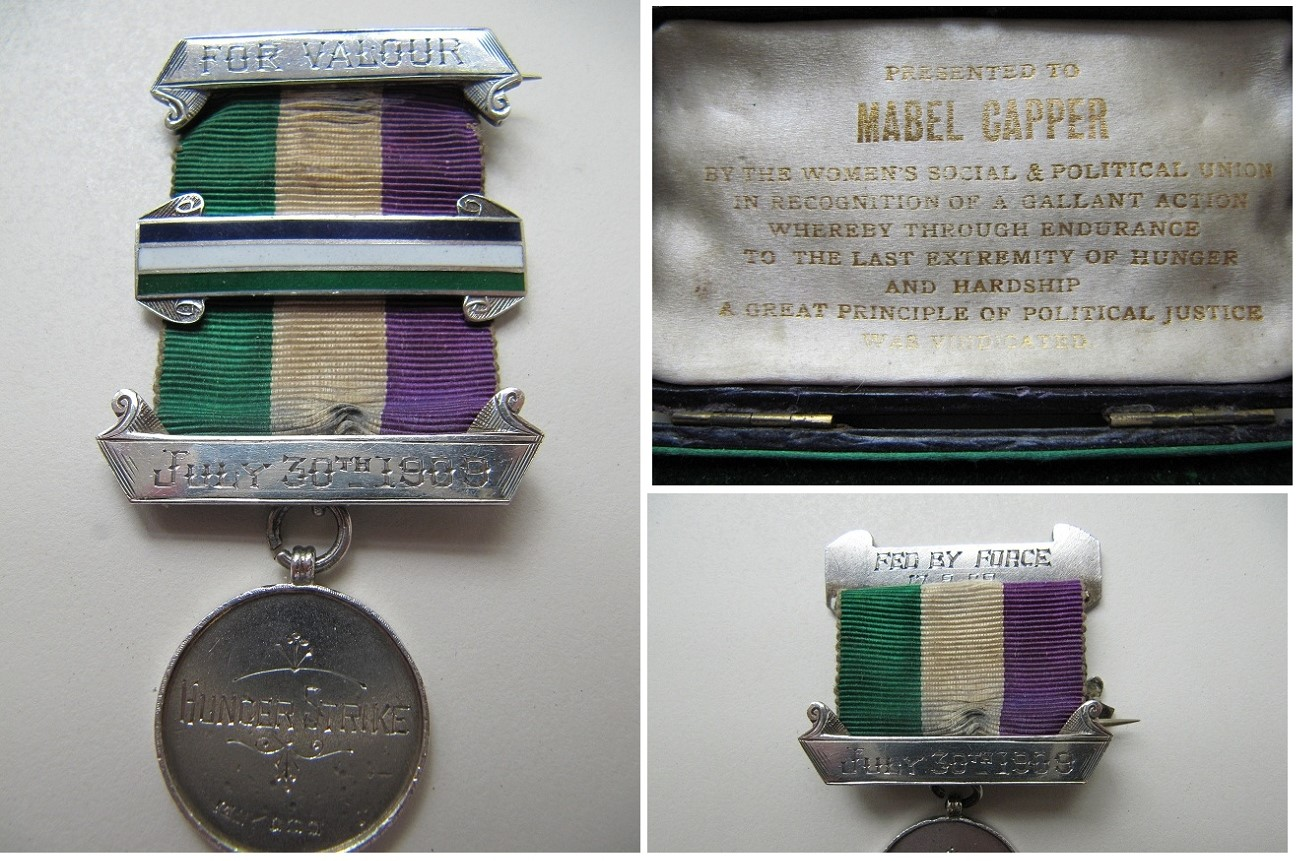
Médaille de Mabel Capper
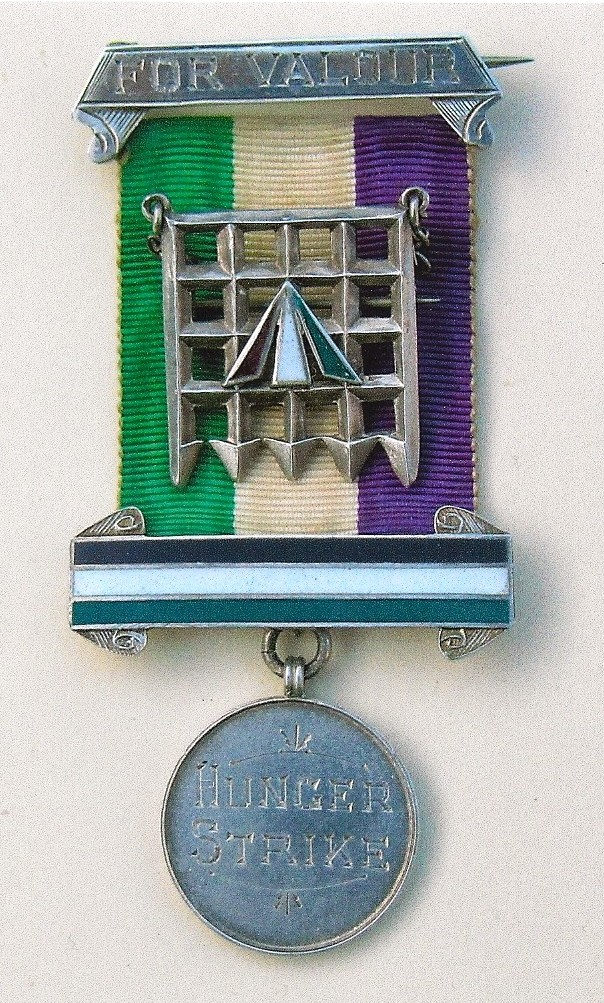
Médaille de Violet Bland
Médaille de Charlotte Blacklock
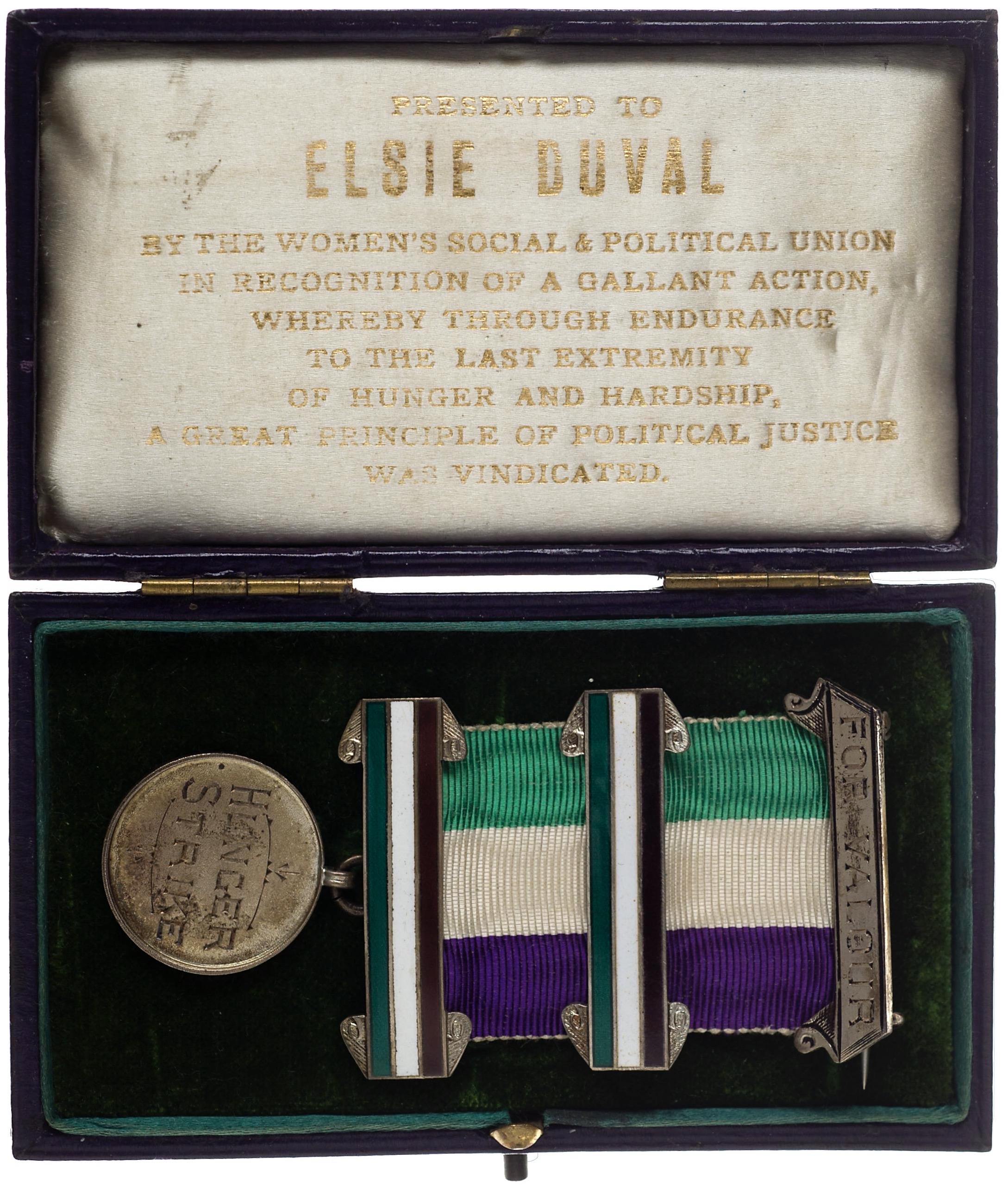
Médaille d'Elsie Duval
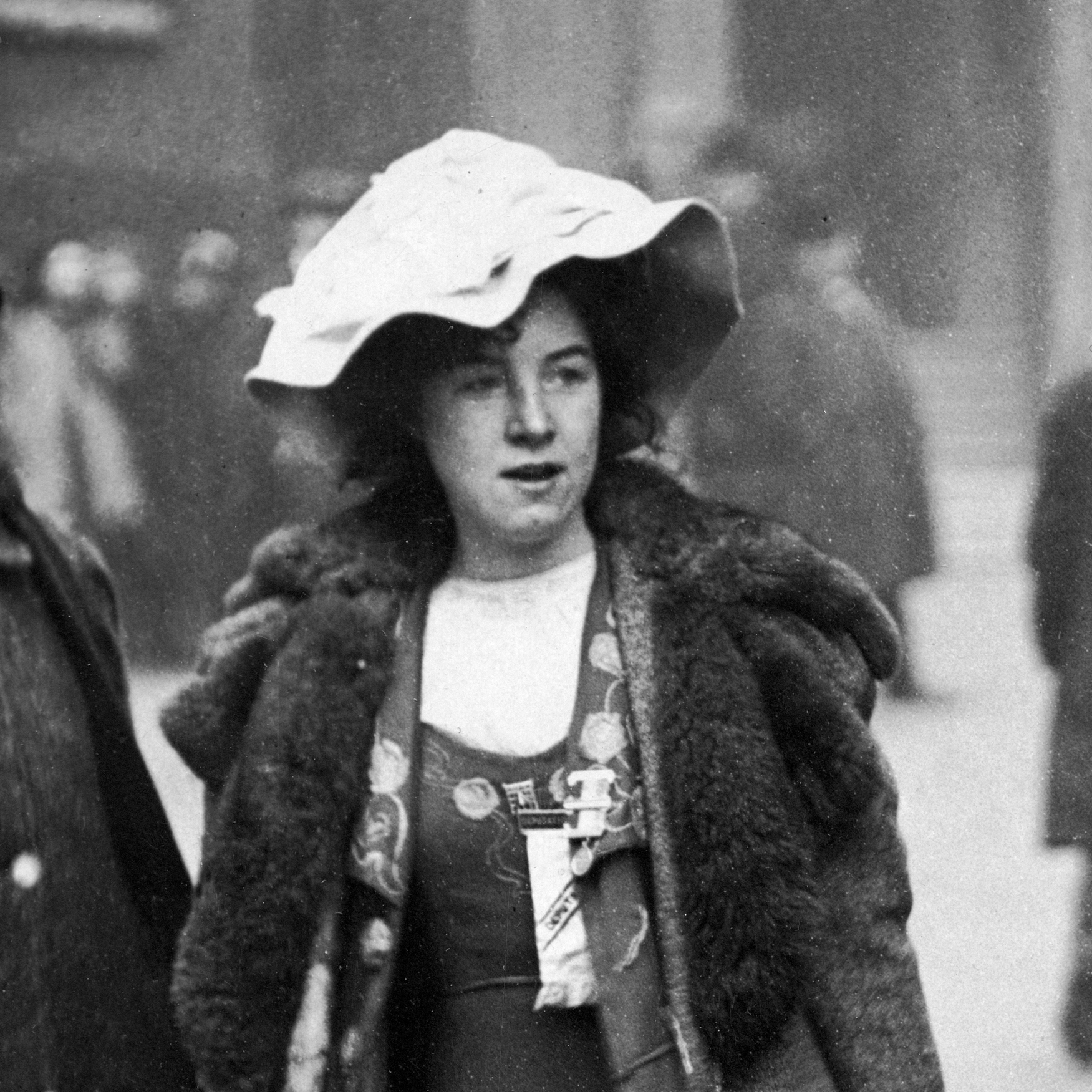
Mabel Capper en 1912, avec sa médaille et sa broche Holloway
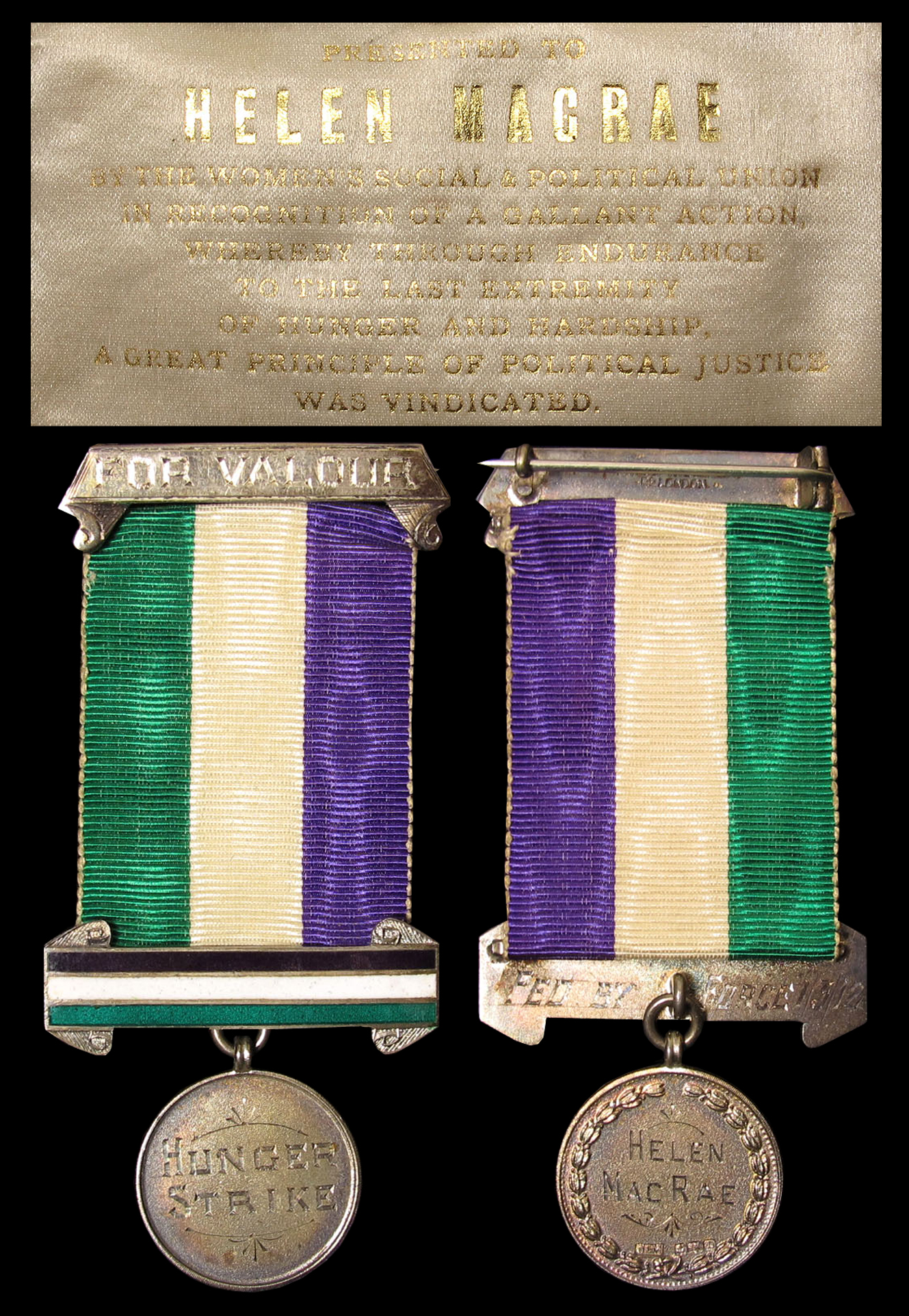
Médaille de Helen MacRae

La National Gallery of Victoria, en Australie, a acquis en 2019 la médaille décernée à Selina Martin. Le musée de Londres détient la médaille décernée à Emmeline Pankhurst, détenue en 1912 pour avoir jeté une pierre à une fenêtre du 10 Downing Street. Le musée de Nouvelle-Zélande Te Papa Tongarewa acquiert en 2016 la médaille de Frances Parker,, le Museum of Australian Democracy détient la médaille de Charlotte Blacklock, tandis que le musée national du pays de Galles a dans ses collections la médaille de Kate Williams Evans, depuis 2018. Le British Museum détient la médaille de Joan Cather depuis 1975.

## Récipiendaires de la médaille
- Laura Ainsworth
- Violet Aitken
- Mary Ann Aldham
- Doreen Allen
- Mary Sophia Allen
- Gertrude Ansell
- Sarah Jane Baines
- Dora Beedham
- Edith Marian Begbie
- Sarah Benett
- Rosa May Billinghurst
- Violet Bland
- Constance Bryer
- Amy Bull
- Evaline Hilda Burkitt
- Lucy Burns
- Janet Boyd
- Mabel Capper
- Sarah Carwin
- Eileen Mary Casey (1912)
- Joan Cather
- Georgina Fanny Cheffins (1912)
- Lila Clunas
- Leonora Cohen
- Margaret Cousins
- Helen Crawfurd
- Louie Cullen
- Alice Davies
- Emily Davison
- Flora Drummond
- Elsie Duval
- Norah Elam
- Kate Williams Evans
- Lettice Floyd
- Theresa Garnett
- Clara Giveen
- Joan Guthrie
- Nellie Hall
- Edith Hudson
- Annie Kenney
- Alice Stewart Ker
- Mary Leigh
- Laura Geraldine Lennox
- Florence Macfarlane
- Margaret Macfarlane
- Grace Marcon
- Kitty Marion
- Charlotte Marsh
- Hannah Mitchell
- Ethel Moorhead
- Edith New
- Adela Pankhurst
- Emmeline Pankhurst
- Sylvia Pankhurst
- Frances Parker
- Alice Paul
- Pleasance Pendred
- Mary Phillips
- Isabella Potbury
- Mary Richardson
- Edith Rigby
- Grace Roe
- Myra Sadd Brown
- Alice Maud Shipley (1912)
- Janie Terrero[11]
- Helen Tolson
- Minnie Turner
- Leonora Tyson
- Marion Wallace Dunlop
- Olive Grace Walton
- Olive Wharry
- Gertrude Wilkinson
- Sarah Winstedt
- Patricia Woodlock
- Ada Wright

## Galerie

Grève de la faim et récipiendaires de la médaille
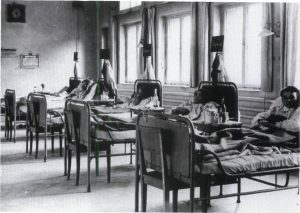
Les suffragettes en grève de la faim en 1909
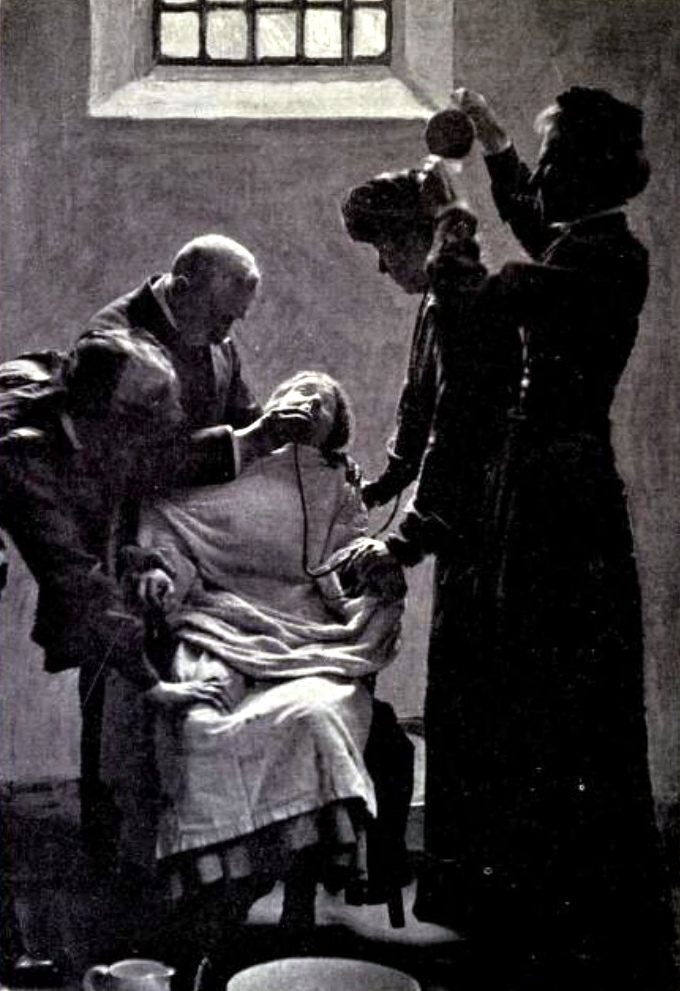
Alimentation forcée en prison
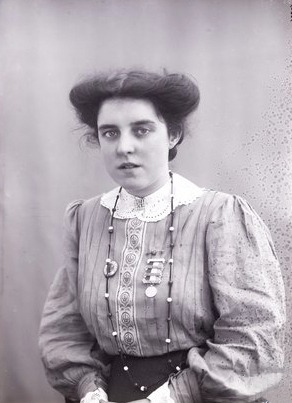
Theresa Garnett, en 1909
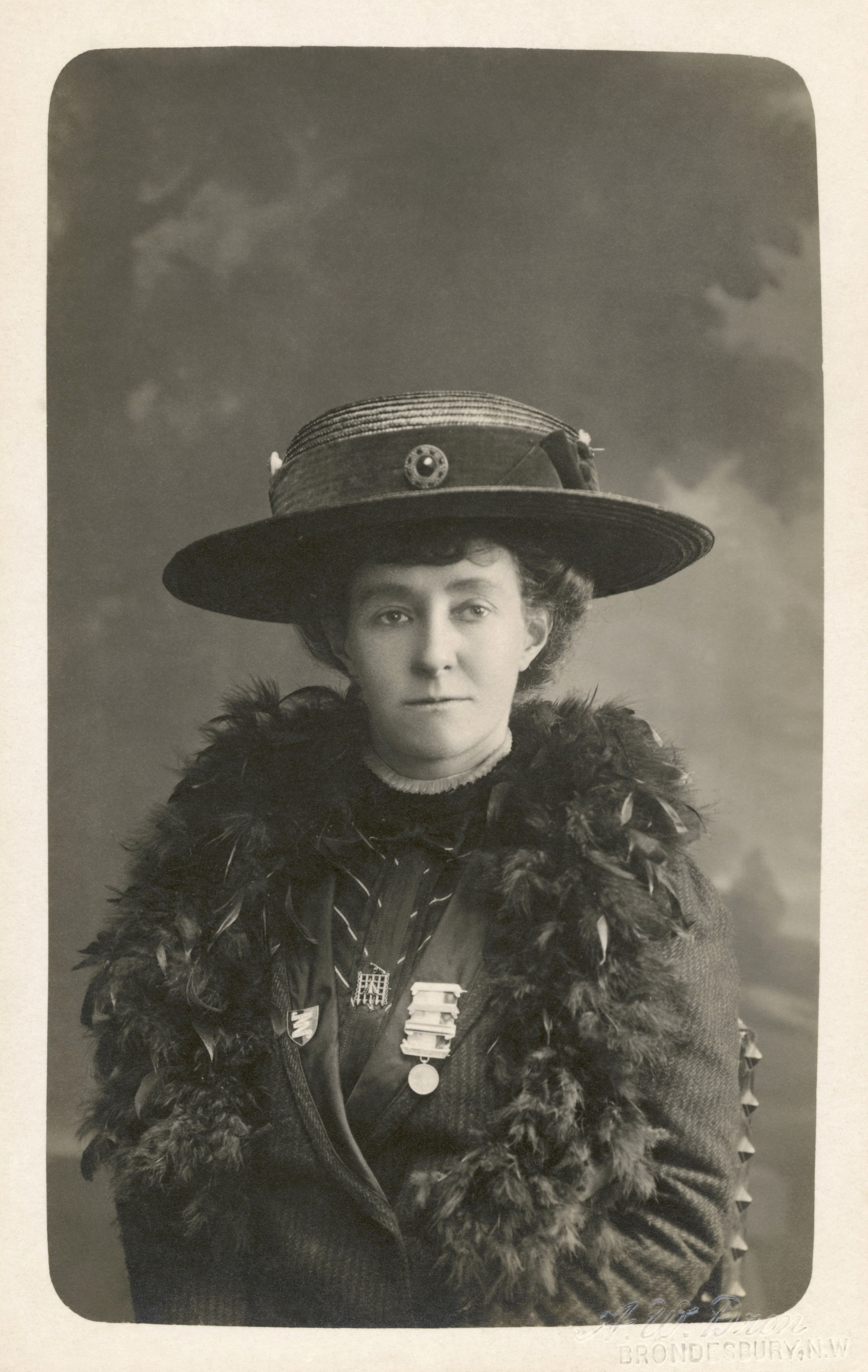
Emily Davison, vers 1910-1912
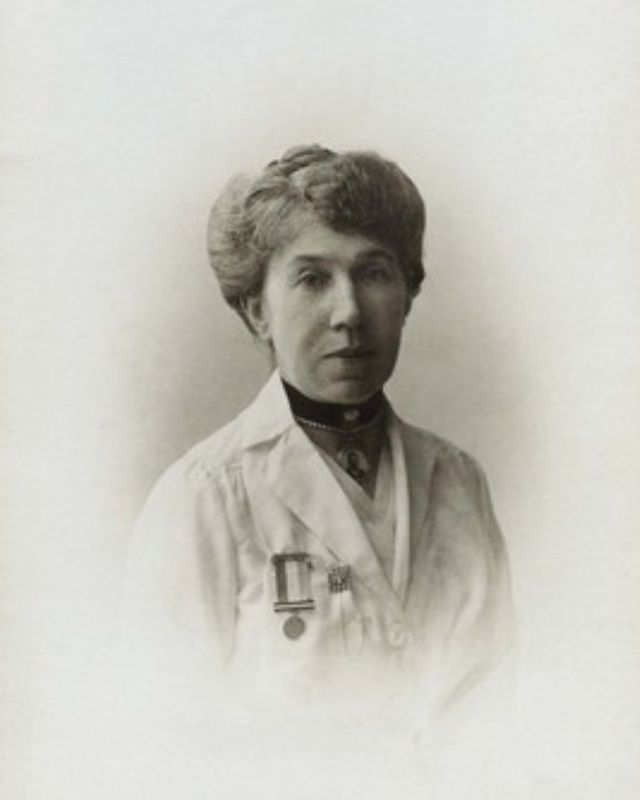
Janie Terrero, vers 1912
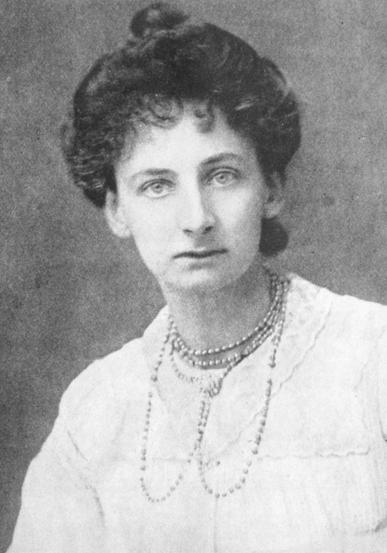
Constance Bulwer-Lytton
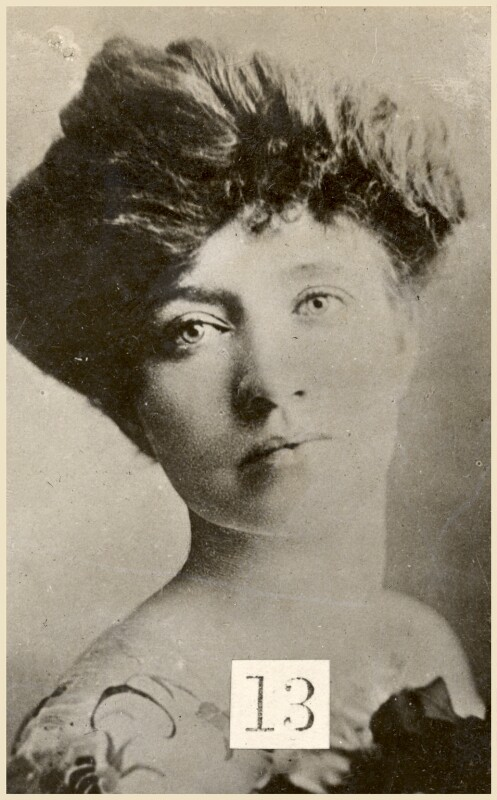
Kitty Marion
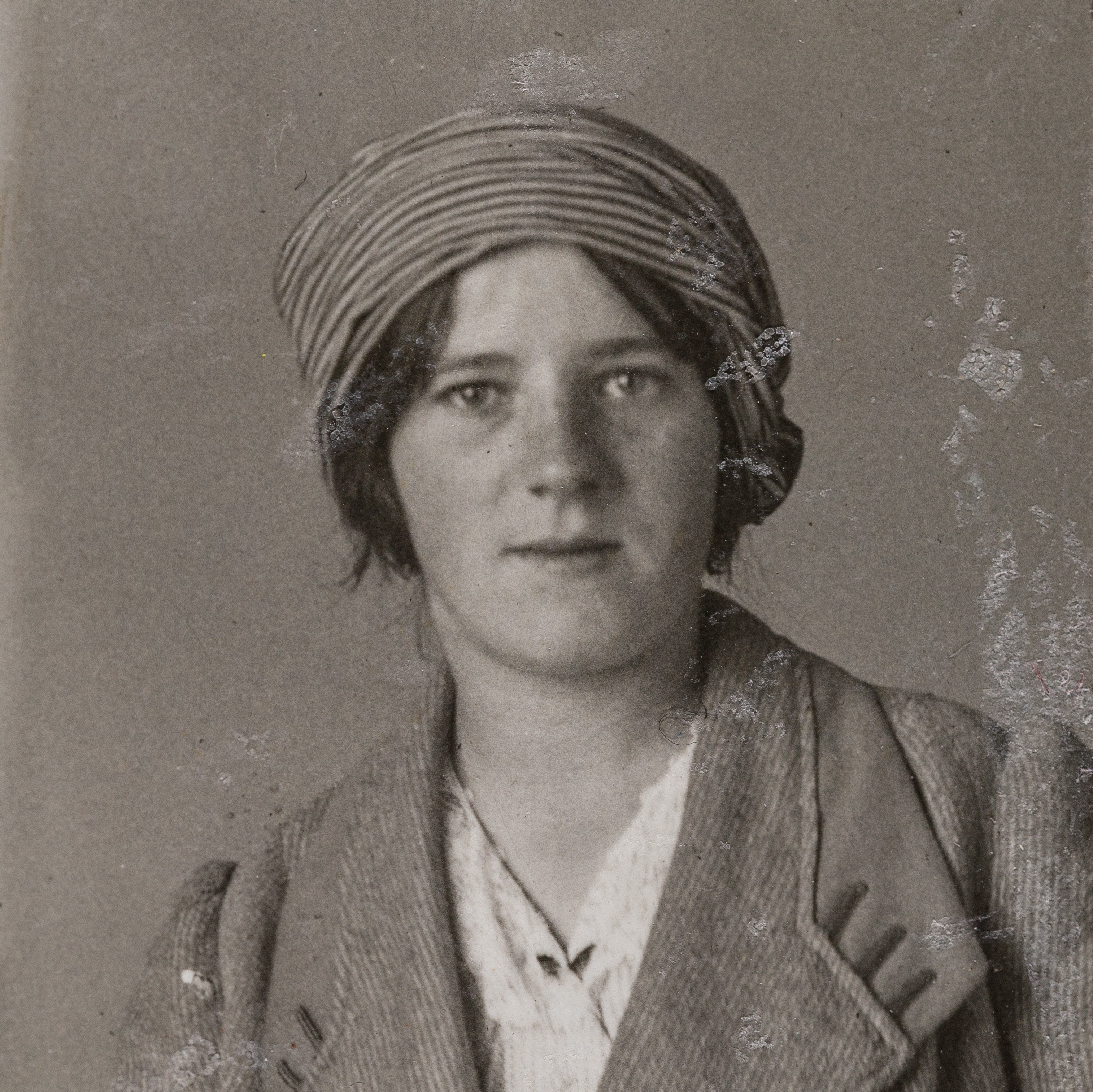
Elsie Duval